# Rochuskapelle (Korschenbroich)

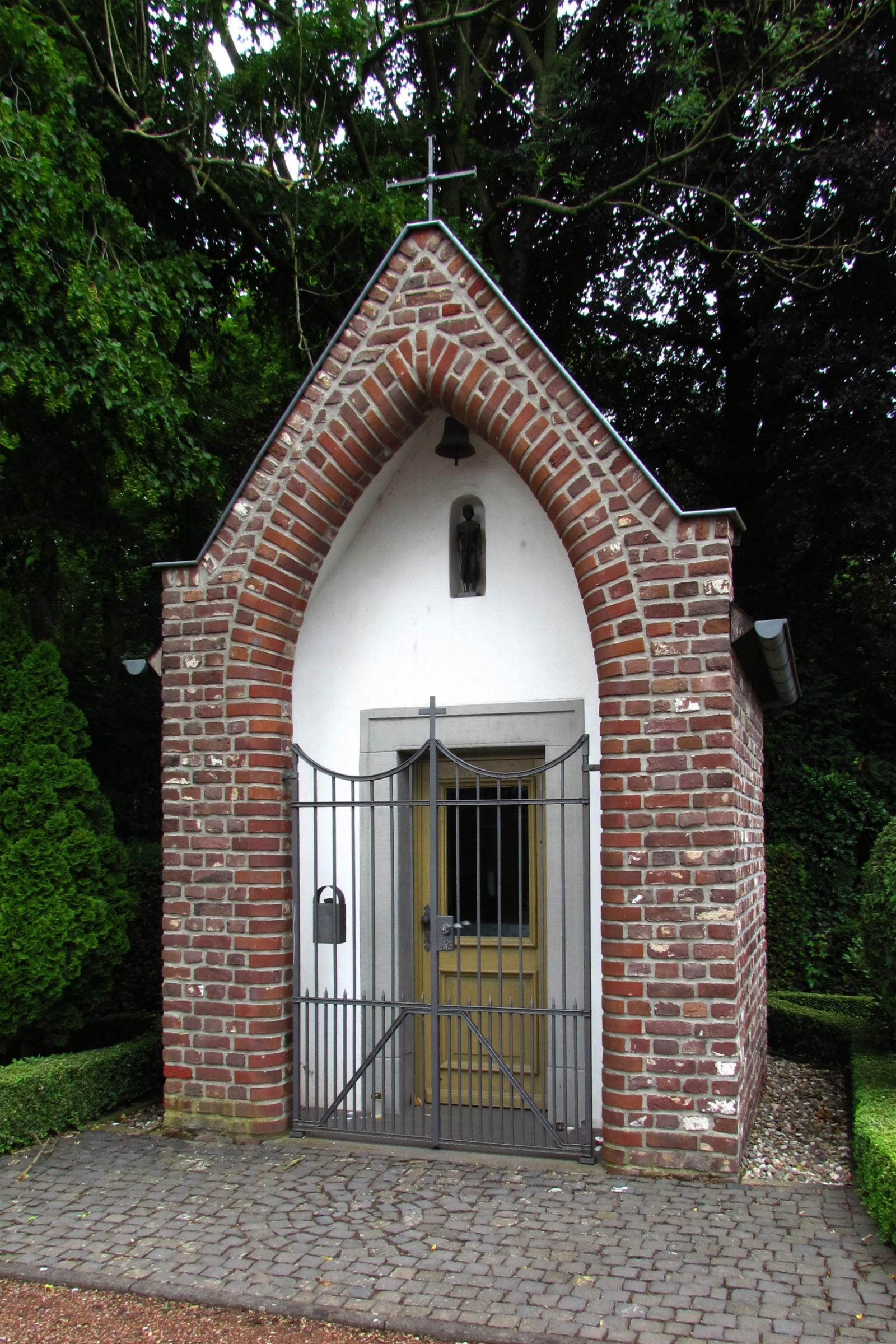
Rochuskapelle

Die Rochuskapelle steht in Korschenbroich  im Rhein-Kreis Neuss in Nordrhein-Westfalen, Am Waldfriedhof.
Die Kapelle wurde am Ende des 19. Jahrhunderts erbaut und unter Nr. 083 am 17. Dezember 1985 in die Liste der Baudenkmäler in Korschenbroich eingetragen.

## Architektur
Die einschiffige Wegekapelle mit dreiseitigem Chorschluss hat neugotische Schmuckformen und eine Spitzbogennische. Sie ist aus Backstein erbaut.